# Dolomiaea
Dolomiaea es un género de plantas con flores perteneciente a la familia de las asteráceas. Comprende 17 especies descritas y de estas, solo 15  aceptadas. Es originario de Asia.

## Taxonomía
El género fue descrito por Augustin Pyrame de Candolle y publicado en Archives de Botanique 2: 330. 1833. La especie tipo es Dolomiaea macrocephala DC.	

## Especiesaceptadas
A continuación se brinda un listado de las especies del género Dolomiaea aceptadas hasta junio de 2012, ordenadas alfabéticamente. Para cada una se indica el nombre binomial seguido del autor, abreviado según las convenciones y usos.
- Dolomiaea baltalensis Dar & Naqshi
- Dolomiaea berardioidea (Franch.) C.Shih
- Dolomiaea calophylla Ling
- Dolomieae costus (Falc.) Kasana & A.K.Pandey (syn. Saussurea costus (Falc.) Lipsch.)
- Dolomiaea crispoundulata (C.C.Chang) Ling
- Dolomiaea denticulata (Ling) C.Shih
- Dolomiaea edulis (Franch.) C.Shih
- Dolomiaea forrestii (Diels) C.Shih
- Dolomiaea georgii (J.Anthony) C.Shih
- Dolomiaea lateritia C.Shih
- Dolomiaea macrocephala DC.
- Dolomiaea platylepis (Hand.-Mazz.) C.Shih
- Dolomiaea salwinensis (Hand.-Mazz.) C.Shih
- Dolomiaea scabrida (C.Shih & S.Y.Jin) C.Shih
- Dolomiaea souliei (Franch.) C.Shih
- Dolomiaea wardii (Hand.-Mazz.) Ling